# Дятел північний
Дятел північний, або трипалий дятел чорноспинний (Picoides arcticus) — середнього розміру дятел.
Дорослі птахи мають чорні голови, спину, крила і огузок. Вони білі від горла до живота; боки білі з чорними смужками. Хвіст чорний з білим зовнішнім пір'ям. Подібно до спорідненого дятла ялинового (Picoides dorsalis), у цього птаха також три пальці на лапах. Дорослі самці мають жовту «шапочку».
Гніздовими біотопами північного дятла є бореальні і гірські ліси Канади, Аляски та північного заходу США.